# Austrophorocera virilis
Austrophorocera virilis är en tvåvingeart som först beskrevs av Aldrich och Herbert John Webber 1924.  Austrophorocera virilis ingår i släktet Austrophorocera och familjen parasitflugor. Inga underarter finns listade i Catalogue of Life.